# Michael Adolf von Althann

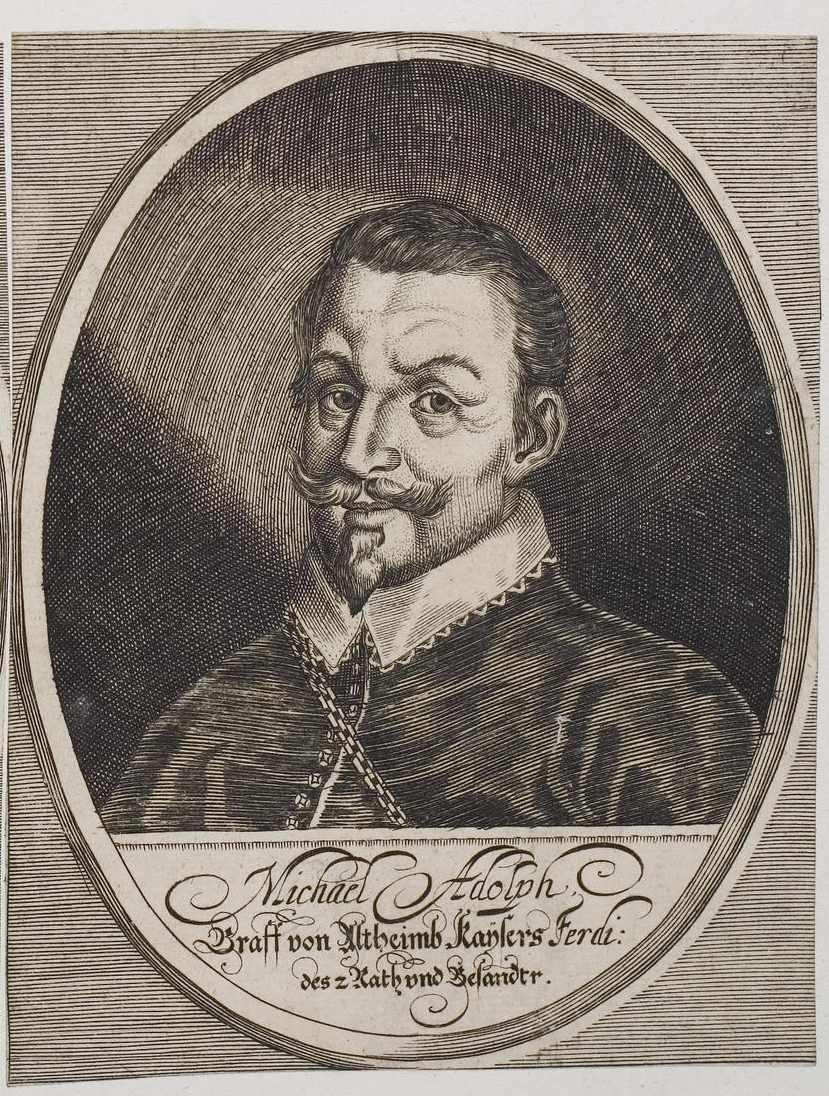
Michael Adolf von Althann

Michael Adolf Reichsgraf von Althann, Freiherr auf Goldburg zu Murstetten (* 1574 in Murstetten, Niederösterreich; † 7. Mai 1636 in Wien) war ein österreichischer Diplomat, Kämmerer, Hofkriegsrat und Feldmarschall.

## Leben
Er stammte aus dem Adelsgeschlecht Althann. Seine Eltern waren der Kammerpräsident Christoph Freiherr von Althann (1529–1589) und dessen zweite Ehefrau Elisabeth Freiin Teufel von Guntersdorf (1548–1577). Ursprünglich Protestant, trat er nach der Gegenreformation 1610 zum katholischen Glauben über (nach anderer Quelle am 29. September 1598). Mit 29 Jahren beförderte ihn Kaiser Rudolf II. zum Oberst. Althann zeichnete er sich in den Türkenkriegen u. a. bei der Eroberung Stuhlweißenburgs und der Verteidigung Grans aus. 1607 erfolgte seine Ernennung zum Feldmarschall. Am 14. Juni 1610 erhob ihn der Kaiser in Wien als erster in der Familie in den Reichsgrafenstand. Kaiser Mathias diente er wiederholt als Botschafter, der ihn zu Bethlen Gabor und an die Hohe Pforte sandte. Mit letzteren handelte er auch einen Friedensvertrag aus. 1624 stiftete er eine Geldsumme zum Bau des Jesuitenkollegs in Iglau. 1625 gründete er den Ritterorden „Christianae militiae“, dessen Großmeister er wurde. Kaiser Ferdinand II. ernannte ihn 1627 zum k. k. Kämmerer. 1630 überließ Althan der päpstlichen Nuntiatur ein Haus in Wien. Er starb 1636 in Wien.

## Familie
Michael Adolf von Althann hatte zahlreiche Kinder aus zwei Ehen. 1606 heiratete zunächst Elisabeth Freiin von Stotzingen zu Altensperg und Blauhofen (1585–1624) die schließlich im Kindbett verstarb. Aus der Ehe gingen folgende Kinder hervor:
- Michael Johann von Althann (* 1607/1608; † 19. Februar 1649), Obersthofjägermeister, heiratete Margarita von Eggenberg
- Michael Leopold Franz (* 12. Jänner 1609; † 2. Februar 1616)
- Michael Ferdinand (* um 1610; † 30. Juli 1658), kaiserlicher Kämmerer und Geheimer Rat, Oberstlandrichter in Mähren
- Michael Rudolf (* um 1611; † als Kind)
- Maria Katharina (* 8. Juni 1612; † 3. oder 9. Februar 1643), kaiserliche Hofdame, heiratete Johann Ferdinand Fürst von Porcia
- Michael Florian (* um 1614; † als Kind)
- Michael Gabriel (* um 1616; † als Kind)
- Maria Elisabeth Magdalena (* um 1618; † als Kind)
- Maria Konstanzia (* um 1620; † als Kind)
- Maria Michaela Elisabeth (* 13. August 1624; † 3. September 1670), kaiserliche Hofdame, heiratete Franz II. Ernst Grafen von Mollart, kaiserlichen Obristkuchelmeister

In zweiter Ehe war Michael Adolf von Althann ab 1627 mit Maria Eva Elisabeth Freiin von Sternberg (1606–1668) verheiratet. Aus dieser Ehe gingen folgende Kinder hervor:
- Michael Adam Johann Baptist (* 23. Juni 1629; † 1645), Jesuit
- Maria Anna Theresia (* um 1631; † als Kind)
- Maria Anna (* um 1633; † als Kind)
- Michael Wenzel von Althann (* 30. Juni 1634; † 17. Mai 1686), kaiserlicher wirklicher Geheimer Rat, Gesandter in Polen und Schweden, Oberstlandrichter in Mähren, Landeshauptmann in Glatz, heiratete Anna Maria Elisabeth von Aspremont-Lynden
- Maria Anna Maximiliana Theresia (* 25. August 1635; † 11. Oktober 1689), als Erbin des Vaters Frau auf Triebl, Trpist, Plan, Gotschan, Ričan, Ebreichsdorf am Moos und Deutsch-Altenburg, heiratete 1.) Johann Joachim 1. Grafen von Sinzendorf, kaiserl. Obersthofkanzler und 2.) Anton Franz Grafen von Collalto, Oberstlandkämmerer in Mähren
- Maria Susanna Frobenia Euphemia Posthuma (* 28. Oktober 1636; † 7. Jänner 1661), heiratete Helmhard Christoph Ungnad Graf von Weißenwolf, Landeshauptmann von Oberösterreich